# Edmond Hoxha
Edmond Hoxha (sinh 16 tháng 5 năm 1997) là một cầu thủ bóng đá Albania. Anh thi đấu ở vị trí hậu vệ cho câu lạc bộ Besa Kavajë ở Albania's First Division.